# Jack Wanemut
Jack Wanemut é um futebolista vanuatuense que atua pela defesa. Atualmente joga pelo Erakor Golden Star.

## Clubes
Natural de Erakor, Jack começou sua carreira aos 15 anos, pelo clube local Erakor Golden Star. Em 2014, foi contratado temporariamente pelo Tafea para a disputa da Liga dos Campeões da OFC de 2013–14. Meses depois, voltou ao clube anterior.

## Seleção nacional
Jack foi convocado pela primeira vez à seleção nacional em outubro de 2015, pelo então treinador Moise Poida, para as partidas amistosas frente Fiji. Teve sua primeira oportunidade em 7 de novembro, em que entrou como substituto durante a partida.